# Fosfur de calci
El fosfur de calci, de fórmula {\displaystyle {\ce {Ca3P2}}}, és una sal neutra, constituïda per cations {\displaystyle {\ce {Ca^2+}}} i anions {\displaystyle {\ce {P^3-}}}. Es presenta en forma de pols vermella i marró, o embalums grisos, amb el punt de fusió de 1605 °C. Es pot trobar al mercat sota el nom de Photophor quan es destina a bengales, o Polytanol quan s'usa com a rodenticida. Aquest compost és una impuresa comú del carbur de calci, que podria causar la contaminació de la fosfina, fent que s'inflami fàcilment.

## Preparació
El fosfur de calci es prepara per escalfament d'una mescla de calci en pols i fòsfor vermell: 
{\displaystyle {\ce {6Ca_{(s)}~+~2P4_{(vermell)}~->~2Ca3P2_{(s)}}}} També es produeix mitjançant la reacció d'òxid de calci i fòsfor que dona, a més del fosfur de calci fosfat de calci: 
{\displaystyle {\ce {24CaO_{(s)}~+~4P4_{(vermell)}~->~5Ca3P2_{(s)}~+~3Ca3(PO4)2_{(s)}}}}

## Propietats
No és combustible en si, però produeix fosfà, {\displaystyle {\ce {PH3}}}, quan es posa en contacte amb aigua o àcids, el qual s'encén espontàniament:
{\displaystyle {\ce {Ca3P2 + 6H2O -> 2PH3 + 3Ca(OH)2}}}
És realment contaminant als medis aquàtics i causa irritació a la pell o als òrgans interiors (pulmons, renyons, etc) en cas de ser inhalat.

## Usos

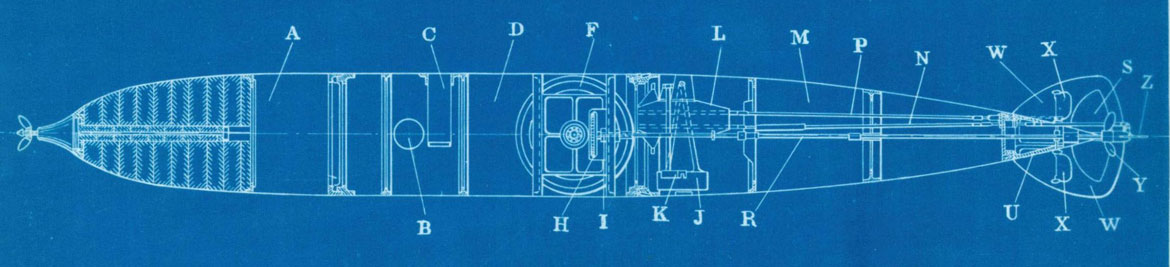
Torpede estatunidenc del 1896 on hi ha un dipòsit de fosfur de calci (assenyalat amb la lletra C)

Els fosfurs metàl·lics s'usen com a rodenticides. Una mescla de menjar i fosfur de calci es deixa on els rosegadors s'ho puguin menjar. L'àcid a l'aparell digestiu del rosegador reacciona amb el fosfur i genera fosfà. Aquest mètode de control de plagues s'usa en llocs on han aparegut rosegadors immunes a molts de verins comuns. Altres pesticides similars al fosfur de calci son el fosfur de zinc i fosfur d'alumini.
El fosfur de calci també s'utilitza als focs artificials, torpedes, bengales marítimes d'auto-ignició i altres tipus de municions autoinflamables. Durant els anys 1920 i 1930, Charles Kingsford Smith usava carbur de calci i fosfur de calci als bots dels vaixells per a les seves bengales, que duraven fins a deu minuts.

## Perills
En contacte amb altres àcids o aigua, el fosfur de calci allibera fosfà, que és tòxica i causa explosions a l'aire. En cas d'inhalació, provoca convulsions, tossina, diarrea, mal de cap, dificultat respiratòria, mal de coll i vòmits. Si entra en contacte amb la pell, causa enrogiment i dolor. En el cas de la ingestió, es recomana provocar el vòmit.